# کیسه‌ماهی‌های خاوردور
کیسه‌ماهی‌های خاوردور (نام علمی: Hemibagrus) نام یک سرده از خانواده کیسه‌ماهیان است.